# ẞ

大寫清S/大寫SZ（ẞ）

ẞ是字母ß的大寫，備受爭議。ß是在拉丁字母中較特別的一個，它沒有傳統的大寫字母（其他例子有格陵蘭語字母ĸ）。因為ß在德語中不會出現在首字母，而使用哥德體的傳統德國印刷從不全部使用大寫。當要全部用大寫時，德語傳統拼寫規則令ß變成SS。於2017年，德語正寫法協會正式將大寫字母ẞ納入德文正寫法，使長年的辯論結束。

## 歷史

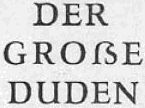
大寫ß出現在《萊比錫杜登詞典》1957年版

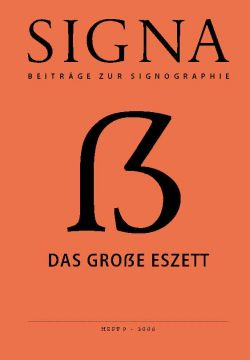
在《Signa》雜誌封面上的大寫ß

在歷史上而有多次引入大寫ß的嘗試，大寫ß可在19世紀末的德語書及現代的標牌和產品設計中找到。其中一個例子是東德在1957年出版的杜登詞典。

### 被列入通用字符集
由安德烈亞斯·施特茨纳(Andreas Stötzner)向統一碼聯盟撰寫的「列入大寫SS到通用字符集的計劃書」於2004年被否決，因為大寫ß只是印刷問題，不適合字元編碼。施特茨纳把重寫了的計劃書在2007年4月25日署名德國標準化學會重新交于統一碼聯盟。該計劃書提議把大寫ß的Unicode名字改作「LATIN CAPITAL LETTER SHARP S」。該計劃書被接納，在Unicode 5.1於2008年4月4日發布時被列入到Unicode字元「"ẞ" U+1E9E LATIN CAPITAL LETTER SHARP S」。

## 在不同作業系統對大寫ß的支援
雖然大寫ß被列入Unicode，但近期的作業系統可能对U+1E9E（大写ß——ẞ）尚不相容。Microsoft Windows从Windows 7开始通过内置的Arial、Times New Roman、Courier New、Segoe UI、Tahoma和Verdana字体实现对这个字母的支持，在Mac OS X v10.6中只有Geneva Regular這個字體能支換這個字元。而當前的iOS就沒有官方的支援。

## 字體設計
現時已有不少給大寫ß在每段首字母的造型的設計，全部都是根據小寫ß的字源，即是由長S「ſ」和圓Z「𝖟」組成的合字，而再把這些原則代入到設計大寫ß的。
最有名的便是《Signa》雜誌的封面設計，把延伸了的倒轉大寫U與像字母Ʒ的半大寫Z連接起來；另一個設計則使用延伸了的大寫F代替延伸的倒轉大寫U。雖然是兩個完全不同的設計，但也能反映在印刷史中也是合字的事實。 
截至2008年4月，從事印刷行業的人尚未同意大寫ß的標準，因為他們在1903年同意了只使用小寫ß的標準。

## 延伸閱讀
- Das große Eszett. In: Signa, Heft Nr. 9. Edition Waechterpappel, Grimma 2006, ISBN 3-933629-17-9. （德語）